# 関口祐司
関口祐司（せきぐち ゆうじ）は日本の財務官僚。近畿財務局長。財務省大臣官房総合政策課長などを務めた。

## 来歴
東京都出身。東京大学法学部卒業。1994年 大蔵省に入省（国際金融局総務課）。1996年6月 ハーバード大学へ留学。その後は財務省大臣官房秘書課財務官室課長補佐、主計局主計官補佐（文部科学係主査）、主計局調査課長補佐、主計局主計官補佐（文部科学第一、二係主査）などを務める。
2013年7月8日 大臣官房信用機構課機構業務室長兼大臣官房政策金融課。2015年10月15日 大臣官房付兼内閣官房内閣参事官（内閣官房副長官補付）兼内閣官房一億総活躍推進室参事官。一億総活躍国民会議のメンバー選定と設置・運営、加藤勝信一億総活躍担当大臣と有識者との意見交換会の設定、緊急対策の内容の詰めなどを7週間で行った。
2016年6月22日 主計局総務課主計企画官（調整担当）。2017年7月18日 主計局調査課長。2018年7月17日 主計局主計官（厚生労働第二担当）。2019年7月9日 主計局主計官（文部科学担当）。2020年7月22日 理財局財政投融資総括課長。2021年3月12日 大臣官房付兼内閣官房内閣参事官（内閣官房副長官補付）兼新型コロナウイルス感染症対策推進室参事官兼内閣官房新型コロナウイルス感染症対策本部事務局参事官。同年7月19日 理財局財政投融資総括課長兼内閣官房内閣参事官（内閣官房副長官補付）兼内閣官房新型コロナウイルス感染症対策推進室参事官兼内閣官房新型コロナウイルス感染症対策本部事務局参事官。
2022年6月24日 大臣官房総合政策課長兼大臣官房政策金融課長兼大臣官房信用機構課長兼大臣官房信用機構課機構業務室長。同年7月1日 大臣官房総合政策課長。2023年7月1日 近畿財務局長。

## 略歴
- 1994年4月 - 大蔵省に入省（国際金融局総務課）[2]。
- 1996年6月 - 国際金融局付（ハーバード大学へ留学）[2]。
- 1998年7月 - 大臣官房政策金融課。
- 2000年7月 - 財務総合政策研究所研究部国際交流室長補佐。
- 2001年 - 外務省在インド大使館。
- 2004年 - 財務省大臣官房秘書課財務官室課長補佐。
- 2005年 - 国際局調査課長補佐。
- 2006年7月 - 主計局主計官補佐（文部科学係主査）。
- 2007年7月 - 主計局調査課長補佐。
- 2009年7月 - 主計局主計官補佐（文部科学第一、二係主査）。
- 2010年 - 外務省在カナダ大使館。
- 2013年7月8日 - 大臣官房信用機構課機構業務室長 兼 大臣官房政策金融課。
- 2013年9月10日 - 大臣官房付 兼 内閣官房総理大臣官邸事務所（内閣官房副長官秘書専門官）。
- 2015年7月13日 - 大臣官房企画官 兼 主計局給与共済課 兼 主計局給与共済課共済制度改革準備室長。
- 2015年10月1日 - 大臣官房企画官 兼 主計局給与共済課。
- 2015年10月15日 - 大臣官房付 兼 内閣官房内閣参事官（内閣官房副長官補付） 兼 内閣官房一億総活躍推進室参事官。
- 2016年6月17日 - 大臣官房付。
- 2016年6月22日 - 主計局総務課主計企画官（調整担当）[3]。
- 2017年7月18日 - 主計局調査課長。
- 2018年7月17日 - 主計局主計官（厚生労働第二担当）。
- 2019年7月9日 - 主計局主計官（文部科学担当）。
- 2020年7月22日 - 理財局財政投融資総括課長。
- 2021年3月12日 - 大臣官房付 兼 内閣官房内閣参事官（内閣官房副長官補付） 兼 新型コロナウイルス感染症対策推進室参事官 兼 内閣官房新型コロナウイルス感染症対策本部事務局参事官。
- 2021年7月19日 - 理財局財政投融資総括課長 兼 内閣官房内閣参事官（内閣官房副長官補付） 兼 内閣官房新型コロナウイルス感染症対策推進室参事官 兼 内閣官房新型コロナウイルス感染症対策本部事務局参事官。
- 2022年6月24日 - 大臣官房総合政策課長 兼 大臣官房政策金融課長 兼 大臣官房信用機構課長 兼 大臣官房信用機構課機構業務室長。
- 2022年7月1日 - 大臣官房総合政策課長。
- 2023年7月1日 - 近畿財務局長。